# El Chalate, Sinaloa
El Chalate är en ort i Mexiko.   Den ligger i kommunen Ahome och delstaten Sinaloa, i den västra delen av landet, 1 200 km nordväst om huvudstaden Mexico City. El Chalate ligger 17 meter över havet och antalet invånare är 192.
Terrängen runt El Chalate är platt åt sydost, men åt nordväst är den kuperad. Runt El Chalate är det ganska tätbefolkat, med 80 invånare per kvadratkilometer. Närmaste större samhälle är Los Mochis, 16,2 km söder om El Chalate. Trakten runt El Chalate består till största delen av jordbruksmark.